# Ismael La Rosa
Ismael Armando La Rosa Fernandini (Lima, 16 de marzo de 1977) es un actor peruano.

## Biografía
Descendiente de una familia de origen extremeño, que emigró al Perú y que residieron iniclamente en Arequipa. Hijo de Armando La Rosa Musante y de María Fernandini. Estudió en el Colegio Inmaculado Corazón y culminó la secundaria en el Colegio Casuarinas Los Robles. Empezó a estudiar Zootecnia en la Universidad Agraria, pero lo dejó para seguir actuación.
Ismael se inició en la telenovela peruana La rica Vicky, luego formó parte de Amor serrano y María Emilia, querida.
Empezó a tener fama en el extranjero con Gata salvaje y Ángel rebelde en Venevisión. Luego formó parte del elenco de Inocente de ti y El amor no tiene precio, novelas de Televisa.
En el año 2006, regresó al Perú para protagonizar Amores como el nuestro junto a Virna Flores. Y seguidamente participó en el programa de telerrealidad Bailando con las estrellas conducido por Rebeca Escribens, donde resultó ganador tras tres meses de competencia. Meses después viajó a Miami para coprotagonizar Las dos caras de Ana, para Televisa. Ismael también participó en dos episodios del unitario Decisiones.
En el año 2008, pasó a las filas la cadena de televisión Telemundo para participar en La traición y posteriormente en ¿Dónde está Elisa? (2010) y en Aurora (2011).
En diciembre de 2008, se casó con la actriz Virna Flores, luego de doce años de relación, y en 2010 nació su primer hijo.
En 2012, actuó en la telenovela Una maid en Manhattan, producida por Telemundo.
En 2012, actuó en la serie de Nickelodeon 11-11: en mi cuadra nada cuadra. En ese mismo año, nació su segundo hijo. 
En 2013, participa en la telenovela Marido en alquiler, como Simón, protagonizada por Sonya Smith y Juan Soler y antagonizada por Maritza Rodríguez y Miguel Varoni.
En 2015, La Rosa concursó en el programa de telerrealidad de baile El gran show, conducido por Gisela Valcárcel, donde resultó ganador tras tres meses de competencia. Gracias a su primer puesto, clasificó para la última temporada del año, llamada El gran show: Reyes del show, donde tuvo una corta participación.
Además, conduce Fábrica de sueños junto a su esposa, Virna, por el canal ATV. Es creador de una página para estudiantes preuniversitarios, la cual es de forma gratuita, Academika.

## Créditos

### Televisión
- La rica Vicky (1997-1998), como Gonzalo Villarán de las Casas
- Amor serrano (1998-1999), como Iván Yunque
- María Emilia, querida (1999-2000), como Miguel «Miguelón» Gómez
- Gente como uno (2000), como Augusto Morales
- Estrellita (2000), como Salvador Cifuentes
- Éxtasis (2001), como Iván Gutiérrez
- Gata salvaje (2002-2003), como Iván Ríos
- Ángel rebelde (2003-2004), como Leonel Anselmi
- Inocente de ti (2004), como Gilberto Perdomo
- El amor no tiene precio (2004-2005), como Juan Carlos Carvajal
- Amores como el nuestro (2006), como Fausto Dioses
- Baila con las estrellas (2006), concursante, ganador.
- Decisiones (2006), episodios «Fantasías sexuales» y «La asistente perfecta»
- Las dos caras de Ana (2006-2007), como Eric Guerra
- La traición (2008), como Daniel von Sirak
- ¿Dónde está Elisa? (2010), como Nicolás del Valle
- Aurora (2010-2011), como Federico Álvarez de Toledo
- Una maid en Manhattan (2011-2012), como Tadeo «Tito» Falcón
- 11-11: en mi cuadra nada cuadra (2013), como Jaime Calderón
- Marido en alquiler (2013-2014), como Simón
- Los otros libertadores (2021), como José Luna Zegarra
- Súper Ada (2024), como William God
- La rosa de Guadalupe Perú (2025), como Luis

### Programas
- El gran show (2015), concursante, ganador
- El gran show: Reyes del show (2015), concursante, 7.º puesto
- Fábrica de sueños (ATV, 2016), conductor con Virna Flores
- El Dorado (Latina, 2017-2018), conductor
- Inseparables: amor al límite (2022), como él mismo[5]
- Aquí todo se puede (2022), conductor
- El gran chef famosos (2025), concursante (en competencia) con su hija Ishana La Rosa

### Teatro
- La tercera edad de la juventud (Perú, 2000)
- Clavijo, yo quiero un hijo (Perú, 2001)
- El espíritu burlón (EE. UU., 2013)
- Descongelado (EE. UU., 2014), actor y director
- Desnudos (2025), como Julián